# Lacona, New York
Lacona är en ort i Oswego County i delstaten New York, USA.